# Хофри, Паулус
Паулус Хофри (7 августа 1923 года, Ирак — май 2003 год, Тегеран, Иран) — ассирийский композитор, поэт-песенник и живописец.

## Биография
Родился 7 августа 1923 года в семье иранских католиков-халдеев Габриэля и Виктории Хофри, которые покинули Иран во время геноцида ассирийцев во время Первой мировой войны и проживали в Ираке. В 1928 году семья Паулуса Хофри возвратилась в Иран и проживала в Керманшахе в Восточном Иране. В Керманшахе Паулус Хофри окончил среднюю школу.
Отец Паулуса Хофри был аккордеонистом и вдохновил своего сына заниматься игрой на этом музыкальном инструменте. Овладев игрой на аккордеоне, Паулус Хофри стал играть в Керманшахе в составе «Ассирийского музыкального ансамбля» для ассирийской общины Ирана. Заочно обучался на музыкальных курсах в США и получил диплом по музыкальной композиции и гармонии музыкальной школы «United States School of Music» в Нью-Йорке. В дальнейшем в течение многих лет Паулус Хофри работал в хоре католической церкви святого Иосифа в Тегеране и преподавал музыку в музыкальных школах.
Паулус Хофри гармонизировал многочисленные ассирийские народные песни. Писал картины с пейзажами деревень области Урмии.
В 1985 году Ассирийский американский фон наградил Паулуса Хофри премией за развитие и сохранение ассирийской народной песни.

## Сочинения

### Вокальная музыка
- Книга 1 Yoomani’d Eda Soora (Рождество) для пианино и вокала с иллюстрациями, 1972;
- Книга 2 Zamrakh Am Ikhdadi (Современная песня), том 1 для пианино и вокала с иллюстрациями, 1982;
- Книга 3 Sheeta’d IsreI Arba Yakhi (24 месяца в году), две песни каждый месяц в течение
- Книга 4 Zamrakh Mikhdadi (Современная песня), том 2, классическая народная песня для 2,3 и 4 голосов, 1984;
- Книга 5 Galli’d Zoomari, том 3 для пианино и вокалов с иллюстрациями, 1988;
- Книга 6 Zmoor Blishanookh (Песня на родном языке) для юных певцов, 1998;
- Книга 7 Songs of Praise, том 1 для органа и вокалов, 1988.

### Инструментальная музыка
- Книга 1 Braghala’d Nemati, том 2 для пианино, 1970;
- Книга 2 Braghala’d Nemati, том 2 для пианино, 1980;
- Книга 3 Assyrt, том 1 классическая народная музыка для пианино, 1984;
- Книга 4 Nemati Mbazgha, том 1 для пианино, 1987.
- Книга 5 Braghala’d Nemati, том 2 для пианино, виолончели, флейты и гитары, 1988.

### Оркестр
- Книга 1 Assyrian Classic Folkloric Dance Compilation, май 1988;
- Книга 2 Epic of Gilgamesh, май 1998.